# Ikoma (オーガナイザー)
ikoma（いこま、1983年11月4日 - ）は、日本のイベントオーガナイザー、プロモーター、ミュージシャン、ヴォーカル、ラジオパーソナリティ、司会者。東京都出身。身長185cm。
ハードコアバンドBROKEN LIFEのヴォーカルであり、音楽レーベル「胎動LABEL」の代表である。本名は生駒 徹（いこま とおる）。

## 人物
ハードコアバンドDOWN 4 REALIZEのヴォーカルとして活動。
バンドの活動と並行して、イベントオーガナイザーとしての活動を開始。特定の音楽ジャンルを中心に形成されたイベント企画を行う事よりも、不特定多数の音楽ジャンルや各種パフォーマンスを集めた企画に対しての興味を見出し、ジャンルの壁を超えるイベントと銘打ったイベント企画「胎動」を開始。
開催されている企画内容は音楽のみならず、アートやカルチャー、パフォーマンスなどを融合させた多種多様なイベントとしての試みが数多く見られている。また、自身の主催する企画のみならず、他者が手掛ける様々なイベント企画にも制作協力として携わっている。
イベントMCとしても規模感の大小を問わず、主催するイベントや外部企画イベントでMCを担当している。
2013年、ハードコアバンドBROKEN LIFEにヴォーカルとして加入。翌2014年8月には同バンドでの初LIVEを行っている。
2021年4月より、渋谷のラジオのラジオ番組「渋谷のポエトリーラジオ」にて、番組パーソナリティを務めている。

## 来歴
2006年、DOWN 4 REALIZEを結成。2008年より同バンドでのLIVE活動を開始。
2011年4月17日、鶯谷WHAT'S UPにて音楽イベント「胎動」を初開催。この時はまだバンドとHIPHOPのみで構成された音楽イベントであった。
2013年、ハードコアバンドBROKEN LIFEに加入。
2013年11月23日、立川BABELにて、複数のオーガナイザー・音楽レーベルとの共同によるプロジェクトイベント「方舟 ～SOUND OF ARK～」を開催。
2014年6月、自身のソロワークスとして「The I」としての活動を開始。
2016年、音楽レーベル「胎動LABEL」を設立。
2016年6月10日、渋谷club asiaで開催の「One more step!! vol.6」にて、イベント企画の制作を協力。以降、開催の同イベントにて制作協力。
2016年10月30日、高円寺四大祭りの一つである「高円寺フェス2016」にて、胎動 Street Special Sessionとして企画とステージ制作を担当。
2018年9月15日・16日、上野水上音楽堂（上野恩賜公園 野外ステージ）にて、ポエトリーリーディングの野外フェス「ウエノ・ポエトリカン・ジャム6 ～はしれ、言葉、ダイバーシティ～」開催。
2018年10月20日、国営昭和記念公園にて開催の肉料理特化型のフードフェス「肉フェス 国営昭和記念公園 2018」内プログラム「大学生ラップ選手権 特別編」の企画制作を担当。
2019年2月8日、いとうせいこう is the poet with 胎動LABELとして、浅草Gold Soundsにて「Live Dub Jam Vol.1」開催。
2019年3月22日、東京カルチャーカルチャーにて行われたTBSラジオ主催のポエトリーイベント「WORD WAVE」の企画制作を担当。
2019年5月4日、お台場・青海地区P区画にて開催の「肉フェス 2019 TOKYO」内プログラム「大学生ラップ選手権 特別編」の企画制作を担当。
2019年7月13日、いとうせいこう is the poet×胎動LABEL主催によるセッションイベント「Live Dub Jam Vol.1」を下北沢ERAにて開催。
2019年10月19日・20日、多摩ニュータウン・旧三本松小学校跡地にて開催のカルチャーイベント「NEWTOWN 2019」に協力参加。
2020年11月21日、東京都江戸東京博物館・大ホールにて、大規模オープンマイクイベントと狐火と神門のレコ発イベントとして「胎動2020」を開催。
2021年、東急株式会社 主催プロジェクト「渋谷渦渦」に、胎動LABELの企画が採択。それに伴い、同年3月28日、東急株式会社協賛のもと、東京カルチャーカルチャーにて「SHIBUYA オープンマイク Powered by 渋谷渦渦」を開催。
2021年4月7日より、渋谷のラジオにてラジオ番組「渋谷のポエトリーラジオ」が放送開始。同番組のパーソナリティを担当している。
2021年5月23日、東京都主催による隅田川を舞台に見立てた、音楽とアートの参加型フェスティバル「隅田川怒涛」内プログラム「ことばの渡し」の企画制作を担当。
2022年4月23日、渋谷ヒカリエ・ヒカリエデッキにて「渋谷のポエトリーラジオ」放送開始一周年記念イベントとして、「SHIBUYA オープンマイク」を開催。
2022年6月3日、上野水上音楽堂にて、詩の朗読と本の野外フェス「POETRY BOOK JAM」開催。

## ディスコグラフィ

### BROKEN LIFE
|     | 発売日        | タイトル       | 規格 | 規格品番    | 収録曲                                                     | 備考 |
| --- | ------------- | -------------- | ---- | ----------- | ---------------------------------------------------------- | ---- |
| 1st | 2015年7月18日 | STAY HARDCORE  | CD   |             | 1. STAY HARDCORE 2. IDENTIFY THE TRUTH 3. NO PAIN, NO GAIN |      |
| 2nd | 2018年6月27日 | Break Or Grave | CD   | TAIDOU-0003 | 1. Intro 2. Break Or Grave 3. Can't Take Me Down           |      |

### コンピレーションアルバム
| 発売日        | タイトル | 規格 | 規格品番 | 収録曲 | 備考               |
| ------------- | -------- | ---- | -------- | --- | ------------------ |
| 2015年1月21日 | 不穏分子 | CD   | SXR-2    | 1. Slave World / THE FLOOR UPPERS（湘南） 2. 最も高い人達へ / BOB（横浜） 3. HERO / PRPGND（長野） 4. Bullshit / n0K5（東京） 5. SUMMERTIME feat. Я×O×N×A / ALI-Z（豊田） 6. THANK YOU FATHER / NUDEMAN（横浜） 7. BAD BOY / NANJAMAN 8. 手紙 / ASSAMARL（横浜） 9. メリージェーン / SoundTerroRiddim（神奈川） 10. Time goes by -SxTxR mix- / EAZZY（横浜） 11. KU SA NO NE / 火男 feat DJ TAGAYA（西東京） 12. B.V.P ANTHEM / BVP CREW feat Kazboy（横浜） 13. Dutch / 3/4NUMM（長野） 14. ANIMAL TV / BYE BYE NEGATIVES（横浜） 15. MY STORY (produced by 雲のすみか) / The I（ikoma）（東京） 16. STOCK / THE LOAFFEN（千葉） 17. おっぱい / 川口市民ズ（埼玉） 18. 結婚swingin' / ダンコーン（横浜） | ※The I名義にて参加 |

## 出演

### ラジオ番組
- 谷修の千川通りプロジェクト（2013年10月6日、練馬放送）[37]
- 田口彰太のしょうたいむ（2018年2月5日、調布FM）
- アフター6ジャンクション（2018年9月14日、TBSラジオ）[38]
- 渋谷のゴゴイチ（2019年2月25日、渋谷のラジオ）[39]
- 華野ルイのRUI's BAR TIME（2020年6月16日、調布FM）[40]
- FRIDAY FEELING NIGHT（2020年12月18日、SOUND UP STATION NFRS）[41]
- 渋谷文化プロジェクト（2021年2月10日、渋谷のラジオ）[42]
- 渋谷のチキチキラジオ（2021年3月5日、渋谷のラジオ）
- 渋谷のポエトリーラジオ（2021年4月7日 - 、渋谷のラジオ）
- 渋谷のほんだな（2022年4月15日、渋谷のラジオ）[43]
- SHIBUYA コネクション（2022年4月21日・12月31日、渋谷のラジオ）
- 渋谷で読書会（2022年5月13日・2023年6月9日、渋谷のラジオ）
- 渋谷の夕焼けラジオ（2023年6月8日、渋谷のラジオ）
- MIDNIGHT POETS ～誰も整理してこなかったポエトリー史～（2023年11月11日 - 、渋谷のラジオ）

### WEB番組
- FRESH LIVE「ポエトリー／（スラッシュ）」[44]
- FRESH LIVE「afterTHAT byUPJ5 〜「横なぐりの成長痛」上演前SP〜」
- DOMMUNE「Live Dub Jam Presents！今、詩人たちは！〜ポエトリーリーディングの歴史と超絶なる現在〜」[45]
- Tokyo Borderless TV「みざりおーるの音牙紅堂」[46]
- YouTube「POETRY SLAM JAPAN 2018 全国大会前夜祭」
- Ustream「らっぷの時間。」[47]